# U-K (漫画家)
U-K（ゆうけい、3月3日、A型）は、日本の漫画家。岡山県出身。代表作に、『愛を探そう』・『What's The Justice!?』、『一ノ瀬』シリーズ、『南野』シリーズ、『聖戦』シリーズ、『雪桜』シリーズなどがある。

## 略歴・特徴
ゲーム会社でアルバイトをしていたらしい。男女ともに艶のある、口の大きめのキャラクターを描く傾向にある。単行本の全体あらすじで、内容とまるで関係のない遊びのようなものを記す傾向がある（収録作品のコメントはしっかりとしたものを記している）。表紙裏のおまけ欄にカードゲームのような人物紹介を描いたりもする。性行為を人と人とのコミュニケーションのような手段として描いている傾向が見受けられる。

## 作品
- 一ノ瀬シリーズ…小説家一ノ瀬比呂（本名：広海）と少年少女たちを巡る交情の物語群。
  - 琥珀の瞳
  - 翡翠の瞳
  - 素肌で受けとめて
  - KISS YOU
  - 硝子の瞳
  - パールの瞳
  - 琥珀の瞳
  - 琥珀の瞳 INNOCENT BOY
  - メイビー・トゥモロウ
  - 過ぎし世に揺れる花
  - 性年同盟vol.8 ドジな彼女と…僕の関係
  - 長距離走者の孤独（一ノ瀬もの番外篇）
  - 性年同盟vol.7 田舎なんてダーイ嫌いッ!（一ノ瀬もの番外篇）

- 聖戦シリーズ…日本が東と西で戦争を続けている状況下の、何世代もにわたる連作。
  - 憧憬
  - 夜想曲
  - 円舞曲
  - 前奏曲

- 南野シリーズ…同じ塾に通う小学生、秋山、南野、風見、佐倉をめぐる、多少凌辱的な恋物語
  - CRAZY 4 YOU
  - ぼくらはFREAKS
  - Racoon Dog
  - 桜の花の咲く頃に
  - 何か変だ!?Fetish4 - 約束のあの場所で編 -
  - 何か変だ!?Fetish5 - ロンリープラネット編 -
  - 何か変だ!?Fetish6 - イージーアンサー編 -

- 美咲先生シリーズ…少女漫画家の美咲先生と担当の奥田さんとの恋物語。
  - Bye Bye Yesterday
  - cotton time
  - POP'N TIME

- スペシャルな僕らシリーズ…少年アイドルユニット、REVO-KIDSと、青年アイドルユニット、TWO-SHOTを中心とした物語群。ショタコン向けシリーズ。
  - 2★CAUTION
  - スペシャルな僕ら
  - ONE×ONE
  - TWIKLE2★NIGHT
  - 自信持ってる?

- 雪桜シリーズ…くのいち雪桜と主人の蘇芳を巡る冒険と官能の物語
  - 雪桜 やすらい花[3]
  - 雪桜 白木綿雲
  - 雪桜 春塵円舞
  - 龍胆丸 霹靂の精霊
  - 雪桜 真実と幻想と
    - 長月の歌垣
    - 石竹の宵闇
    - 常磐の秋渇き
    - 千歳の不知火
    - 朽葉の鹿火
    - 爪紅の蘆刈
    - 彩雲の野分
    - 唐紅の破星
    - 薔薇の淡雪
    - 朱華の花篝

- その他の読み切り
  - 片翼の天使
  - CAN YOU CELEBRATE?
  - SAINT RAIN
  - ONLY YOUR SONGS
  - CHRISTMAS CHORUS
  - ルビイの瞳
  - ACCIDENT
  - LOVERS KISS
  - サクリファイス
  - ANOTHER WORLD
  - AGAIN ＆ AGAIN
  - BEAT BLACK
  - ラグナロク
  - BODY FEEL EXIT
  - フォーシーズンズ・ラヴァー
  - SILVER&GOLD
  - DE JA VU（前・後）
  - 男の子・女の子
  - DREAM DROP－from TRUE HEART－
  - ハッピーのかけら集めよう
  - だからハニー
  - イノセンス・ガール
  - ダンス・ウィズ・スピリット
  - PROMISED LAND
  - あの夏を忘れない
  - ホリデイ・イン
  - ナポレオン・フィッシュ
  - そらとぶゆめ
  - レンアイAVG（アドベンチャーゲーム）
  - FANTASIC VISION
  - スリーハート
  - 贅沢なペイン
  - eyes on me
  - ロマンチスト/エゴイスト
  - Level Devil
  - SMOKING AREA
  - 神有月（前・後）
  - 恋愛献身SexLove
  - Missing You
  - Sweet Devil
  - Get a Style
  - 何か変だ!?Fetish１ - 残ったキズ編 -
  - 何か変だ!?Fetish２ - 覗いたカギ穴編 -
  - 何か変だ!?Fetish3 - 本当の愛編 -
  - 何か変だ!?Fetish7 - ハーフスマイル編 -
  - 何か変だ!?Fetish8 - 夢の世界編 -
  - 性年同盟vol.1 出逢い系サイトの出逢い
  - 性年同盟vol.2 疲れた時には甘えれば
  - 性年同盟vol.3 無差別級合コン企画バカ[4]
  - 性年同盟vol.4 オタクVSパンピー男
  - 性年同盟vol.3 無差別級合コン企画バカ
  - 性年同盟vol.5 「イイ女の条件」って!?[5]
  - 性年同盟vol.6 彼女をイかせる方法
  - ダブル・バケイション
  - ダブル・ベリー
  - ハプン!ピクニック

- 連載
  - 愛を探そう…『メンズ・アクション』2001年2月号 - 9月号。※広い意味では、一ノ瀬シリーズのスピン・オフ作[6]
    - 性年同盟vol.9 七つ違いの姉さんと…。（「愛を探そう」番外篇）

  - What's The Justice!?…『Dokiッ!』2002年4月号、6月号、7月号、9月号、10月号、12月号 - 2003年2月号、単行本描き下ろし
  - LOVERSクエスト…『Dokiッ!』2005年11月号、2006年1月号、3月号、5月号、7月号、9月号に連載

## 単行本
- 『片翼の天使』シュベール出版、シュベールコミックス（1997年10月）…初単行本、※「成年マーク」あり
- 『神性の生贄』株式会社桜桃書房、EXコミックス（1997年10月）※「成年マーク」あり
- 『エンジェルドール』株式会社桜桃書房、EXコミックス（1998年7月）※「成年マーク」あり
- 『スペシャルな僕ら』笠倉出版社、cultX comics（1999年8月）
- 『天使の羽コネクション』株式会社フランス書院、Xコミックス（1999年10月）※「成年マーク」あり
- 『天使のお仕事』株式会社ワニマガジン社、ワニマガジンコミックススペシャル（2000年3月）
- 『堕天使の鎖』ティーアイネット、MUJIN COMICS（2000年7月）
- 『恋愛献身SEX LOVE』株式会社フランス書院、Xコミックス（2001年6月）※「成年マーク」あり
- 『愛を探そう』株式会社エンジャル出版、エンジェルコミックス（2001年12月）
- 『雪桜 真実と幻想と』株式会社フランス書院、Xコミックス（2002年3月）※「成年マーク」あり
- 『何か変だ!?』株式会社竹書房、BAMBOO COMICS DOKI SELECT（2002年4月）
- 『What's The Justice!?』株式会社竹書房、BAMBOO COMICS DOKI SELECT（2003年4月）
- 『性年同盟』株式会社双葉社、ACTION COMICS（2004年8月）
- 『LOVERSクエスト』株式会社竹書房、BAMBOO COMICS DOKI SELECT（2012年12月）